# Сергій (Ларін)
Се́ргій (Ла́рін), архієпи́скоп Яросла́вський і Росто́вський (11 березня 1908, Санкт-Петербург,  — 12 вересня 1967) — архієрей Православної Російської Церкви (так зване обновленство), Московської патріархії та її Українського екзархату. Хіротонізований у єпископа Звенигородського ПРЦ 1941 року, а в патріаршій Російській православний церкві 1944 року. Очолював Кіровоградський вікаріат, Одеську (Херсонську) та Житомирську єпархії Українського екзархату РПЦ, а також ряд єпархій самої Російської православної церкви.

## Біографія
Сергій Іванович Ларін народився 11 березня 1908 року в Санкт-Петербурзі, в родині робітника друкарні Державного банку. 
З 1915 року навчався у 5-ій Петроградській гімназії. Яку закінчив як 37-у Радянську школу II-го ступеня у 1925 році. 

### В обновленстві
У 1925 році приєднався до обновленського руху, де був іподияконом і дяком Казанського собору в Ленінграді.
Одружився в 1927 році, але невдовзі розлучився.
За офіційною версією, він 1926 року висвячений у сан диякона, а у 1930 році на ієрея.
У тому ж році закінчив обновленський Ленінградський Вищий Богословський інститут. Прослухав курс лекцій в Історичному лекторії при історико-філологічному факультеті Ленінградського університету.
У 1933 році, розлучившись з дружиною, пострижений у чернецтво і прийнятий до числа братії Тихвинського монастиря, що був у той час під юрисдикцією обновленців. Член і секретар обновленського Тихвинского вікаріального управління. У тому ж 1933 році був заарештований і отримав умовне покарання. У 1934 році - настоятель єдиновірної Петропавлівської церкви у Волковстрої, Ленінградської області (обновленської юрисдикції). У 1935 році служив у Пантелеймонівському храмі міста Ленінграда, тоді ж знову заарештований за дачу хабара і засуджений до трьох років ув'язнення. Достроково звільнений.
У 1937 році переміщений в Москву до церкви св. Пимена. Наприкінці 1938 року зведений в сан архімандрита і призначений настоятелем Воскресенського собору Москви і благочинним обновленських храмів міста. 
У А. І. Кузнєцова факти біографії за цей період викладені трохи інакше. Кузнєцов повністю заперечує факт навчання в Богословському інституті, а також факт його постригу у чернецтво. За його даними, С. І. Ларін наприкінці 1920-х років поступив на службу на завод № 406 міста Ленінграда на посаду відповідального виконавця з постачання. На цій посаді він і був засуджений народним судом Петроградського району 15 січня 1936 за ст.118 КК (отримання хабара у справі про постачання паркету) до 3 років позбавлення волі. Після звільнення з Дмитровського табору в 1939 році він працював у тій же посаді в Інституті зерна. 
У 1941 році в званні архімандрита служив настоятелем Воскресенського собору в Сокольниках в Москві. 
У М. В. Шкаровського так викладаються обставини першої обновленського хіротонії владики Сергія: 
|  | У жовтневі дні (1941 р.) важких боїв під Москвою, коли не виключалася здача столиці, митрополит Олександр Введенський (обновленських першоієрарх) був викликаний до відділу евакуації Московського міської ради, і там генерал безпеки повідомив, що митрополита Олександра з сім'єю і митрополита Віталія (Введенського) (інший обновленський ієрарх) найближчим часом евакуюють до Оренбурга. «Там, в глибокому тилу, вам буде зручніше керувати церквою», - чемно підсумував розмову генерал. Всі заперечення Введенського були відкинуті. На вказівки повної неможливості залишити Москву без обновленського архієрея генерал запропонував висвятити молодого архімандрита, який служив настоятелем Воскресенського собору в Сокольниках Сергія (Ларіна). |

11 жовтня 1941 хіротонізований обновленськими архієреями в єпископа Звенигородського, другого вікарія Московської єпархії. Чин хіротонії в єпископа здійснювали: Першоієрарх-митрополит Олександр (Введенський), митрополит Віталій (Введенський) та інші. З 8 травня 1942 виконував обов'язки голови Московського єпархіального управління, а потім керуючий Московською єпархією. А 12 жовтня, після скасування Всеросійського церковного управління, було створено Московське єпархіальне управління, в яке й увійшов єпископ Сергій. Про подальшу долю єпископа Сергія є відомості у протоієрея Владислава Ципіна: 
|  | До середини війни повний крах обновленства став очевидним. Обновленські архієреї, які усвідомили це, шукали шляхи до повернення до Православної Церкви. Лжеєпископ Звенигородський Сергій (Ларін) у 1943 році вступив у таємні переговори з Київським митрополитом Миколаєм (Ярушевичем) про умови, на яких можуть бути возз'єднані обновленці. Сергій готовий був пожертвувати Олександром Введенським, щоб обновленські священнослужителі возз'єдналися в сущому сані, хоча і з забороною одружених єпископів. Про ці переговори стало відомо самозваному першоієрарху, і він перевів Сергія (Ларіна) з Москви до Ташкента. Переговори припинилися. |

З 5 травня 1943 року - єпископ Ташкентський і Самаркандський. На Ташкентської кафедрі єпископ Сергій не залишив своєї думки про возз'єднання з Російською православною церквою. Наприкінці 1943 року Олександр Введенський отримав шокуюче повідомлення, що Середньоазіатська єпархія визнала патріарха Сергія (Страгородського), «у зв'язку з чим поминання Вашого імені за богослужінням нами припинено».

### У Московському патріархаті
27 грудня 1943 року обновленський єпископ Ташкентський Сергій (Ларін) був приєднаний до Російської православної церкви мирянином (назвався ченцем) і тут же заново був висвячений у ієродиякона та ієромонаха. З березня 1944 року - третій священик Ільїнської церкви міста Загорська, Московської області. 
14 серпня 1944 у храмі колишнього Михайлівського монастиря у місті Києві, після закінченні вечірні, було здійснено наречення ієромонаха Сергія в єпископа Кіровоградського, вікарія Одеської єпархії. Наступного дня, 15 серпня, у Володимирському соборі Києва була здійснена його хіротонія. Чин хіротонії здійснювали митрополит Київський Іоанн (Соколов), архієпископ Дніпропетровський Андрій (Комаров) і єпископ Житомирський Антоній (Кротевич). Після свого поставлення у єпископа Кіровоградського, владика Сергій виконував і обов'язки з управління Одеської єпархії.
У лютому 1945 року відряджений на чолі делегації Московської патріархії до Югославії.
У 1946 році він уже іменується правлячим єпископом Одеським і Кіровоградським, але цього ж року перейменований в єпископа Херсонського та Одеського. У лютому 1946 року вдруге відряджений до Югославії з питань Православної церкви у Чехословаччині, що саме передавалася в юрисдикцію Московської патріархії. 
У листопаді 1946 року зустрічав у м. Ясси (Румунія) і супроводжував Румунського патріарха Никодима до Москви і назад в Ясси. 
Розпорядженням патріарха Алексія 3 квітня 1946 було визнано возз'єднання Японської православної церкви з Московським патріархатом і для врегулювання юридичної сторони справи в Японію як повноважні представники Патріархату були надіслані єпископи Сергій (Ларін) та Борис (Вік). Однак, вони не змогли проїхати далі Владивостока, тому що американська влада не видали їм віз на в'їзд у країну. 
30 вересня 1947 єпископ Сергій переводиться на Ростовську і Таганрозьку кафедру. 24 лютого 1948 титул перейменований на єпископа Ростовського та Новочеркаського
З 8 по 18 липня 1948 року був учасником церковних урочистостей в Москві з нагоди 500-річчя автокефалії Російської православної церкви і брав участь у нарадах патріархів та представників автокефальних Православних церков із запропонованих Московською патріархією питань: 
- Ватикан і Православна церква;
- Екуменічний рух і Православна церква;
- Про англіканську церковну ієрархію:
- про церковні календарі.

19 грудня 1949 звільнений від управління Одеською єпархією та призначений тимчасово керуючим Житомирською єпархією Українського екзархату. Наприкінці грудня 1949 року затверджений єпископом Житомирським і Овруцьким. 
17 березня 1950 призначений на Гродненську і Брестську кафедру. 
З 1 лютого 1951 року він на спокочинку за власним проханням, але вже 1 квітня 1952 направляється на Тульську і Білевську кафедру. 
З 9 лютого 1954 року - єпископ Астраханський і Сталінградський. Під час керування Астраханською єпархією тут відбулося дві знаменні історичні події. З 16 по 19 травня 1958 року в Сталінград прибули делегації Албанської і Чехословацької православних церков на чолі з їхніми предстоятелями митрополитами Паїсієм та Йоаном. Метою їхнього візиту було оглянути поля битв Сталінграда і вклонитися могилам захисників міста. Високих гостей зустрічали єпископ Астраханський і Сталінградський Сергій, настоятель Астраханського Покровського собору протоієрей Євгеній Смирнов, настоятель Сталінградського Казанського собору протоієрей Дмитро Дніпровський і представники астраханського і сталінградського духовенства. У ході візиту було здійснено спільне архієрейське служіння у Казанському кафедральному соборі Сталінграда, було оглянуто храм на честь великомученика Микити в Новій Отраді (південна частина Сталінграда), а так само місце запеклих боїв на Мамаєвому кургані і легендарний будинок Павлова. Від імені всього астраханського і сталінградського духовенства владика Сергій вручив гостям ікони: митрополиту Паїсію - ікону Спасителя, єпископу Гірокастрскому Даміану - ікону Казанської Божої Матері, а митрополиту Йоану - ікону Божої Матері «Одигітрії». 
У цьому ж році 25 жовтня в суботу у місті Астрахані відбулося святкування, присвячене 400-річчю з дня заснування цього міста, яке супроводжувалося не тільки світськими урочистостями, а й урочистостями церковними. Це було велике святкування, і воно стало останнім напередодні нових хрущовських гонінь на Церкву. 
27 липня 1959 постановою Священного Синоду єпископ Сергій переміщений на Омську і Тюменську кафедру. 
У той же час від Астраханської єпархії відокремлювалася Сталінградська, що приєднується до єпархії Саратовської. Астраханська єпархія знову повернулася до своїх старих кордонів і старого найменуванню Астраханська і Єнотаєвська. 
30 березня 1961 отримав звання кандидата богослов'я за роботу про обновленський рух в РПЦ.
3 квітня 1961 владика переміщений на Пермську і Солікамську кафедру, зі зведенням у сан архієпископа. 
10 жовтня 1962 призначений архієпископом Берлінським і Середньоєвропейським, екзархом у Середній Європі. 13 жовтня 1962 отримав звання магістра богослов'я за роботу на ту ж тему (про обновленський розкол). 11 травня 1963 нагороджений правом носіння хреста на клобуку. 
З 20 травня 1964 архієпископ Ярославський і Ростовський. З 25 травня до 15 червня 1965 йому доручено тимчасове управління Вологодською єпархією. 
Помер 12 вересня 1967 на своїй підмосковній дачі від інфаркту міокарда. Чин поховання відбувався у храмі в ім'я святителя Миколая Чудотворця в місті Пушкіно Московської області. Похований на кладовищі селища Клязьма.

## Нагороди
- Медаль СРСР «За оборону Москви» (28 листопада 1944).

### Сайти
- (рос.) Сергий (Ларин).
- (рос.) Сергий (Ларин) (Древо)[недоступне посилання з червня 2019]
- (рос.) Сергий (Ларин) на официальном сайте Астраханской епархии